# Hrabstwo Santa Cruz (Kalifornia)
Hrabstwo Santa Cruz (ang. Santa Cruz County) – hrabstwo w stanie Kalifornia w Stanach Zjednoczonych. Obszar całkowity hrabstwa obejmuje powierzchnię 607,16 mil² (1572,54 km²). Według szacunków United States Census Bureau w roku 2009 miało 256 218 mieszkańców.
Hrabstwo powstało w 1850 roku. Na jego terenie znajdują się:
- miejscowości – Capitola, Santa Cruz (siedziba administracyjna), Scotts Valley, Watsonville,
- CDP – Amesti, Aptos, Aptos Hills-Larkin Valley, Ben Lomond, Bonny Doon, Boulder Creek, Brookdale, Corralitos, Davenport, Day Valley, Felton, Freedom, Interlaken, La Selva Beach, Live Oak, Lompico, Mount Hermon, Pajaro Dunes, Paradise Park, Pasatiempo, Pleasure Point, Rio del Mar, Seacliff, Soquel, Twin Lakes, Zayante.